# Москалёв, Эдуард Михайлович
Эдуа́рд Миха́йлович Москалёв (укр. Едуард Михайлович Москальов; 22 декабря 1973) — генерал-майор Вооружённых сил Украины, начальник штаба — первый заместитель командующего войсками оперативного командования «Восток» Сухопутных войск Украины, участник российско-украинской войны.
В 2012 году возглавлял 300-й учебный танковый полк 169-го учебного центра Сухопутных войск.
С 15 марта 2022 по 26 февраля 2023 года был командующим Операции объединённых сил (ООС).
В ходе боёв в Курской области в середине августа 2024 года назначен начальником местной оккупационной военной комендатуры.

## Награды
- Орден Богдана Хмельницкого II степени (19 марта 2022) — за личное мужество и самоотверженные действия, проявленные в защите государственного суверенитета и территориальной целостности Украины, верность военной присяге[5].
- Орден Богдана Хмельницкого III степени (29 сентября 2014) — за личное мужество и героизм, проявленные в защите государственного суверенитета и территориальной целостности Украины, верность военной присяге во время российско-украинской войны[6].